# John Rogers
John Rogers, född cirka 1505 i Deritend, Birmingham, död 4 februari 1555 i Smithfield, London, var en engelsk protestantisk teolog, präst och bibelöversättare. Han publicerade år 1537 bibelöversättningen Matthew Bible under pseudonymen "Thomas Matthew". Rogers avrättades för kätteri under Maria I och betraktas som en protestantisk martyr.

## Biografi
Rogers var under början av 1540-talet verksam vid universitetet i Wittenberg och lärde känna bland andra Philipp Melanchthon. I mitten av decenniet blev han superintendent vid en luthersk kyrka i Meldorf.
År 1548 återvände Rogers till England och blev 1551 kanik vid St Paul's Cathedral. I juli 1553 blev den katolska Maria I drottning av England och Rogers höll i samband med detta en antikatolsk predikan, i vilken han varnade för påvedömets, enligt Rogers, avgudadyrkan och vidskepelser. Rogers greps omedelbart och placerades under husarrest. I januari 1554 fördes han till Newgatefängelset, där han hölls internerad i ett år tillsammans med bland andra John Hooper, Laurence Saunders och John Bradford. I januari året därpå ställdes Rogers inför rådet i Southwark och dömdes till döden för kätteri. Han avrättades genom att brännas på bål i Smithfield den 4 februari 1555. 

## Bilder

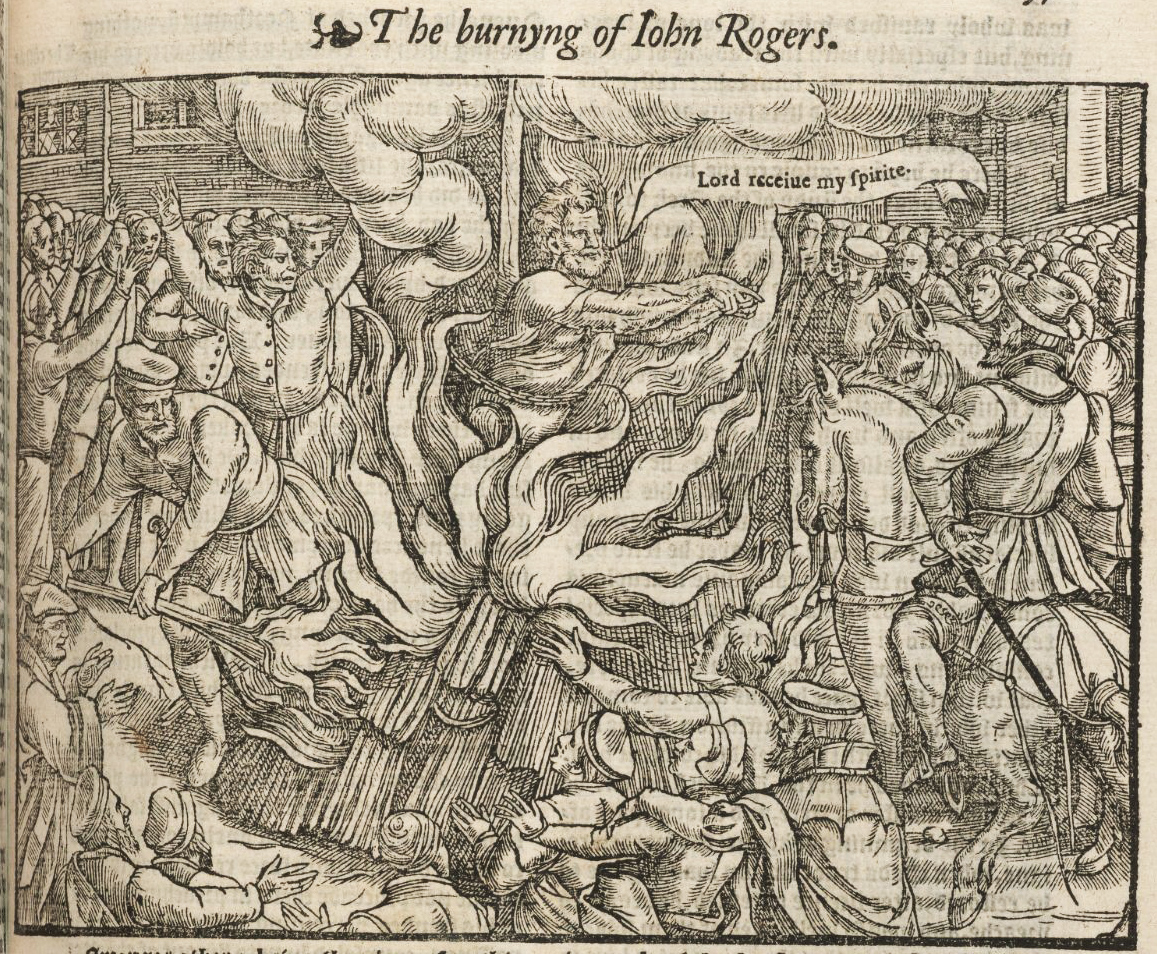
Illustration föreställande John Rogers avrättning.